# Wang Beixing
Wang Beixing (chinesisch 王北星; * 10. März 1985 in Harbin) ist eine chinesische Eisschnellläuferin auf den Sprintstrecken.
Seit ihrem neunten Lebensjahr ist Wang Beixing Eisschnellläuferin. 2004 wurde sie mit anderen Teamgefährten nach Calgary geschickt, um dort beim Olympiadritten von 1998, Kevin Crockett, zu lernen. Doch bei den Olympischen Spielen 2006 in Turin erreichte sie nur einen siebten Rang über 500 Meter und einen enttäuschenden 29. Platz über 1000 Meter. Erfolgreicher ist sie im Eisschnelllauf-Weltcup, wo sie schon Rennen gewinnen konnte. In der Saison 2006/07 belegte sie auf der 500-Meter-Strecke den dritten Rang des abschließenden Gesamtweltcups. Zu Beginn der Folgesaison gewann zu auf der früheren Olympiabahn von Salt Lake City die 500- und 1000-Meter-Rennen.
In der Saison 2007/2008 konnte Wang als eine der Favoritin nicht um den Titel der Weltmeisterin im Sprintmehrkampf mitlaufen, da ihre Schlittschuhe auf dem Flug vorübergehend verlorengingen. Bei den Einzelstreckenmeisterschaften in Nagano belegte sie über 2 × 500 m den zweiten Platz hinter der Deutschen Jenny Wolf.
2009 gewinnt Wang bei der Sprint-WM in Moskau die Goldmedaille über die 500 Meter. Dies ist bisher ihr einziger WM-Titel neben zahlreichen WM-Silbermedaillen, die sie allesamt über die 500 Meter Einzelstrecke erreichte.
Wang hat an den Olympischen Spielen 2010 in Vancouver teilgenommen. Über die 500 Meter Strecke konnte sie dabei die Bronzemedaille gewinnen.
Bei der Einzelstrecken-WM 2011 in Inzell wurde sie Dritte über 500 Meter. In Sotschi gewinnt Wang bei der Einzelstrecken-WM 2013 die Silbermedaille über 500 Meter. Nach dem ersten Lauf auf Platz fünf liegend, konnte sie sich durch einen starken zweiten Lauf noch aufs Podium schieben und wurde so hinter einer überragenden Lee Sang-hwa Zweite.